# Outcast (album Kreator)
Outcast – ósmy album studyjny grupy Kreator wydany w 1997 roku. Płyta dotarła do 91. miejsca listy Media Control Charts w Niemczech.

## Lista utworów
| Nr  | Tytuł utworu                             | Długość |
| --- | ---------------------------------------- | ------- |
| 1.  | „Leave This World Behind”                | 3:29    |
| 2.  | „Phobia”                                 | 3:22    |
| 3.  | „Forever”                                | 2:52    |
| 4.  | „Black Sunrise”                          | 4:33    |
| 5.  | „Nonconformist”                          | 3:15    |
| 6.  | „Enemy Unseen”                           | 3:21    |
| 7.  | „Outcast”                                | 4:54    |
| 8.  | „Stronger than Before”                   | 3:17    |
| 9.  | „Ruin of Life”                           | 3:53    |
| 10. | „Whatever It May Take”                   | 3:47    |
| 11. | „Alive Again”                            | 3:47    |
| 12. | „Against the Rest”                       | 2:39    |
| 13. | „A Better Tomorrow”                      | 4:13    |
| 14. | „As We Watch the West” (utwór dodatkowy) | 4:57    |
|     |                                          | 52:19   |

## Twórcy
- Mille Petrozza - gitara, wokal
- Jürgen Reil - perkusja
- Christian Giesler - gitara basowa
- Thomas Vetterli - gitara